# Ренессе
Ренессе (нід. Renesse) — село в нідерландській провінції Зеландія. Входить до муніципалітету Схаувен-Дьойвеланд.
Його площа становить 11,27 км², а населення станом на 2021 рік становило 1500 осіб.
Перша згадка про населений пункт датується 1244 роком.
До 1961 року мало статус окремого муніципалітету.

## Галерея

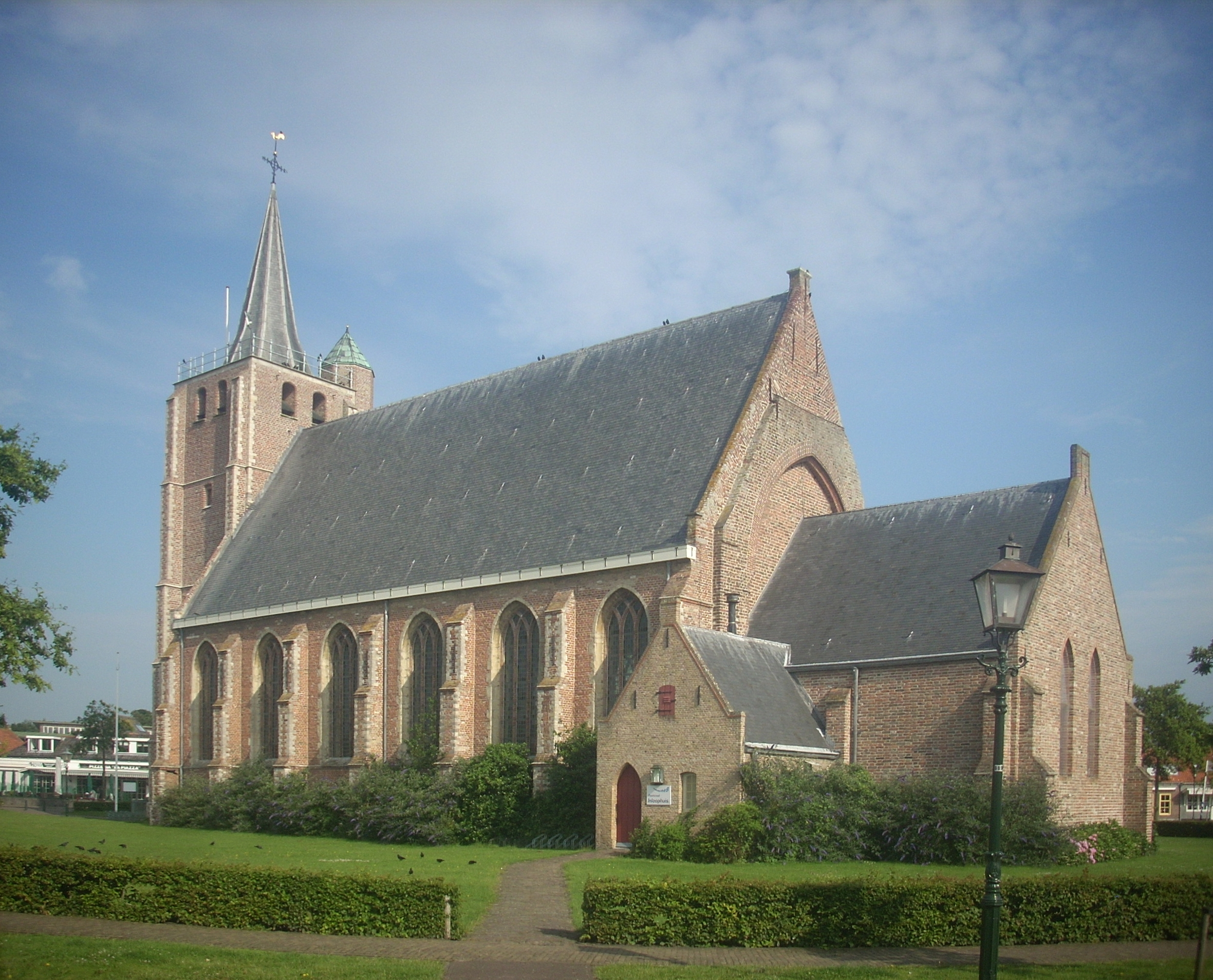
Церква св. Якоба
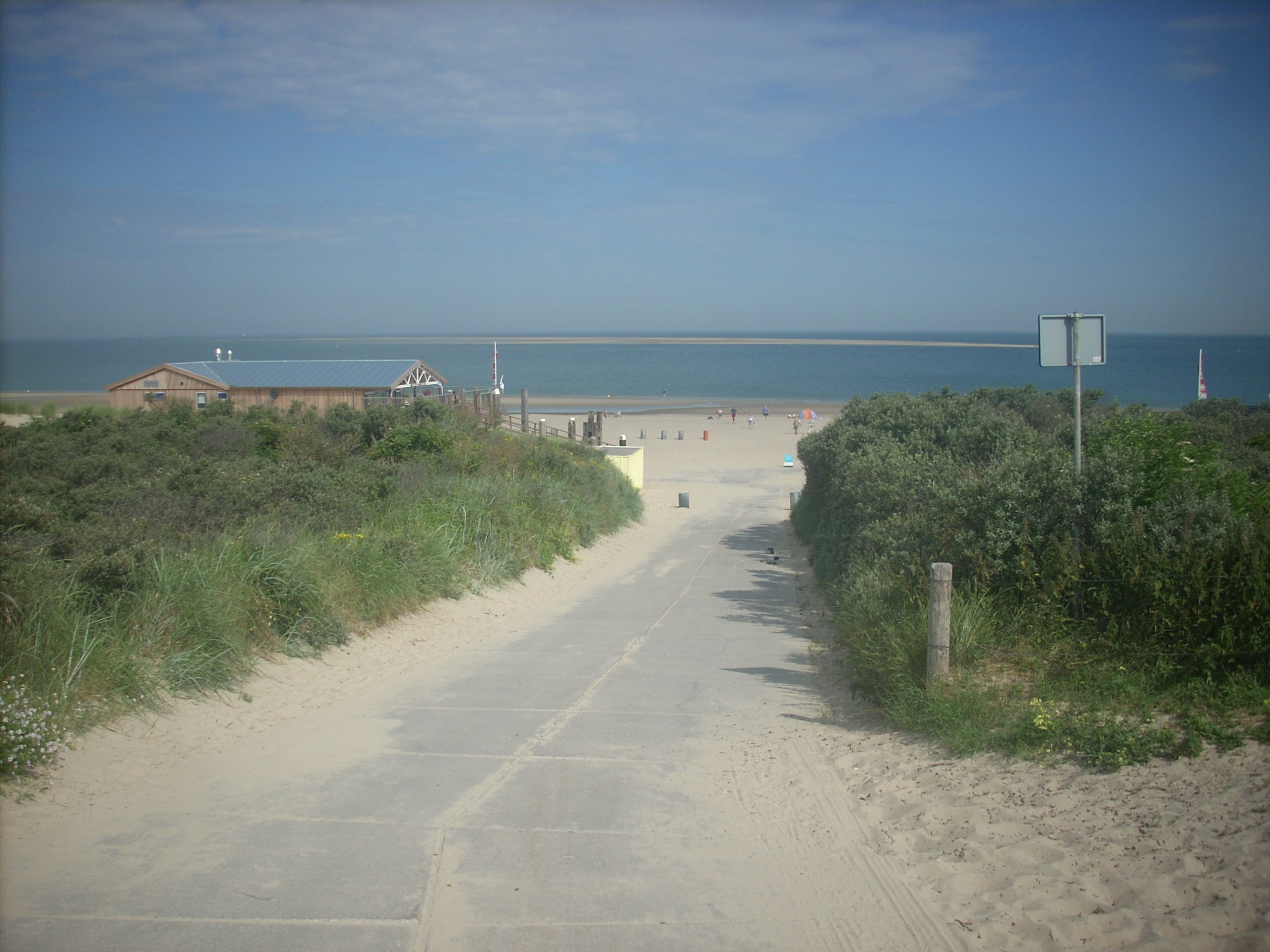
Пляж у селі
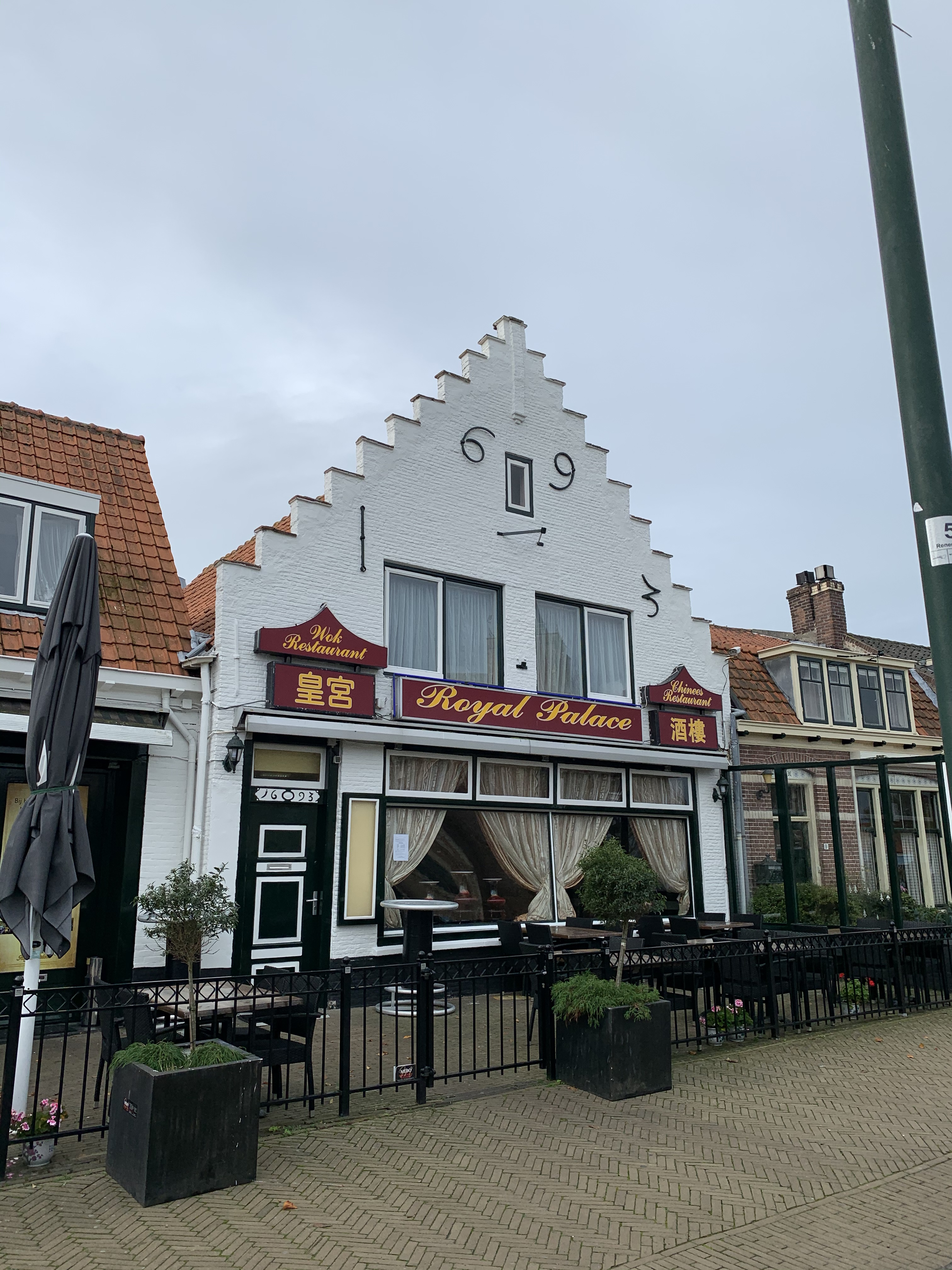
Ресторан у селі
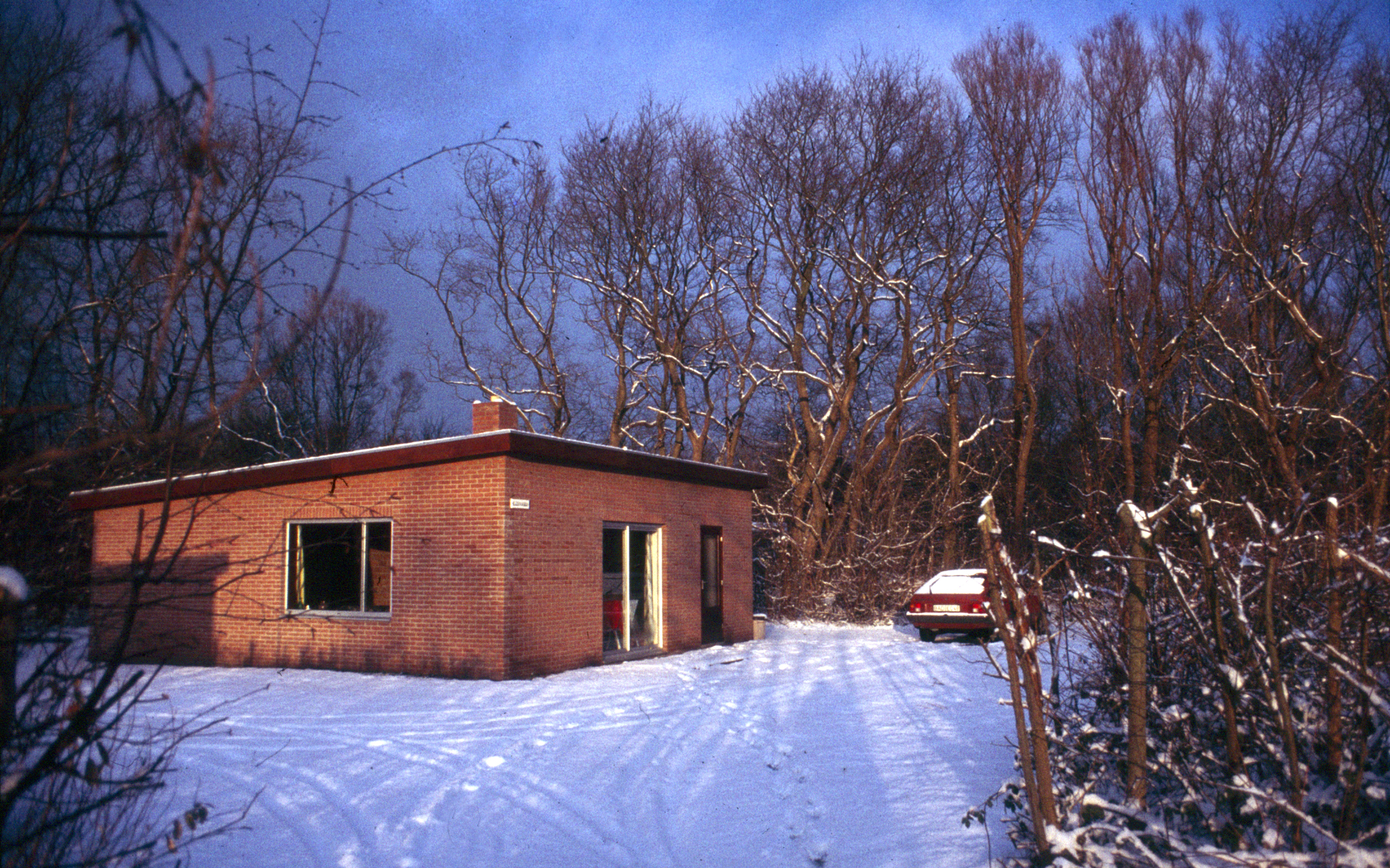
Дачна будівля